# Champfleury (Aube)

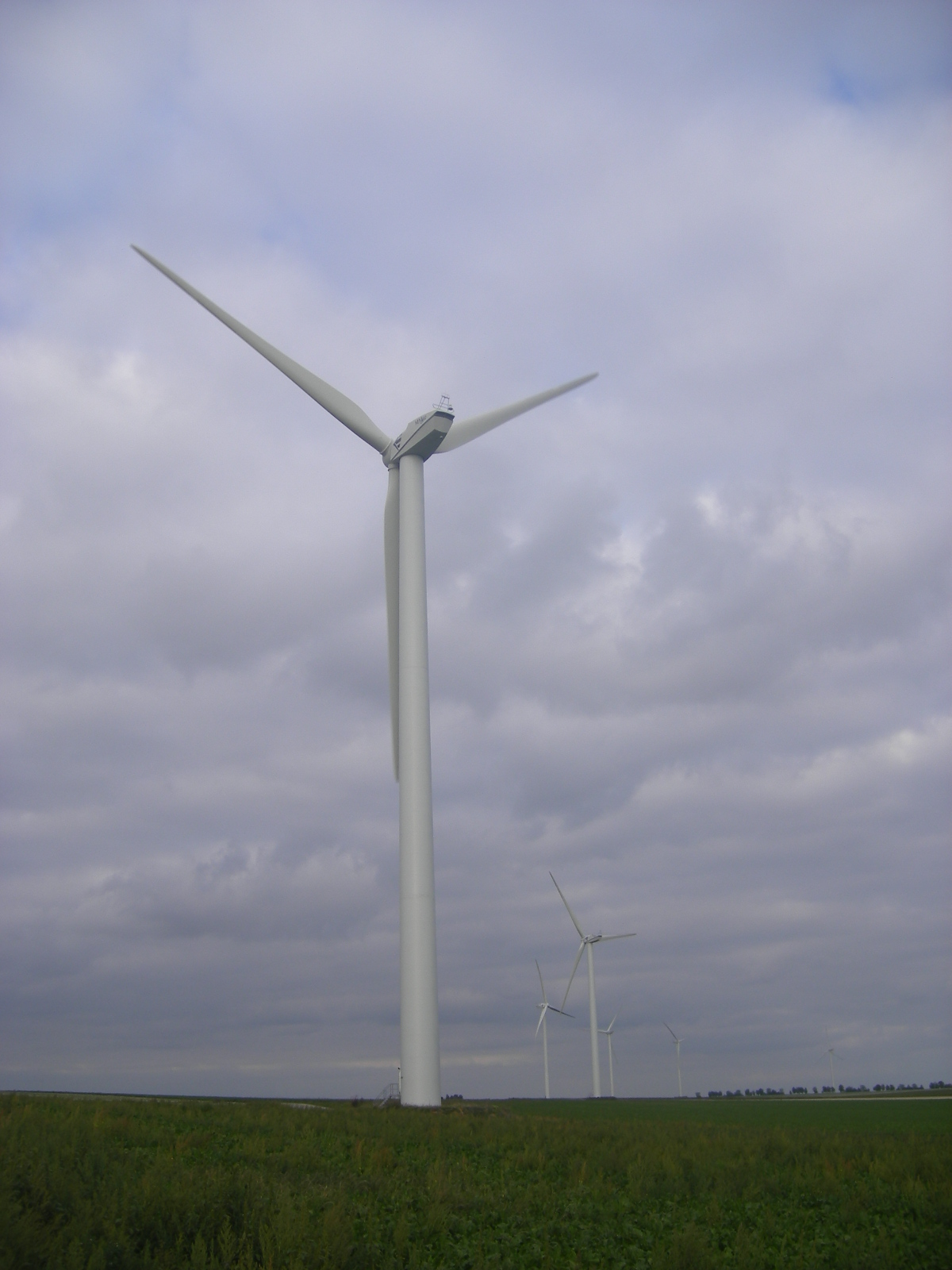
Bonne Voisine, Windpark in der Gemeinde Champfleury (Foto 2007)

Champfleury ist eine französische Gemeinde mit 109 Einwohnern (Stand: 1. Januar 2022) im Département Aube in der Region Grand Est. Sie gehört zum Kanton Creney-près-Troyes und zum Arrondissement Nogent-sur-Seine.

## Lage
Sie ist umgeben von folgenden Nachbargemeinden:
| Salon           |                                             | Villiers-Herbisse |
|                 | Kompassrose, die auf Nachbargemeinden zeigt | Herbisse          |
| Plancy-l’Abbaye |                                             | Viâpres-le-Petit  |

## Bevölkerungsentwicklung
| Jahr                      | 1962 | 1968 | 1975 | 1982 | 1990 | 1999 | 2008 | 2016 |
| ------------------------- | ---- | ---- | ---- | ---- | ---- | ---- | ---- | ---- |
| Einwohner                 | 181  | 179  | 163  | 166  | 152  | 149  | 164  | 106  |
| Quelle: Cassini und INSEE |      |      |      |      |      |      |      |      |